# Мальта (остров)
Ма́льта (мальт. Malta, лат. Melita) — наибольший из трёх островов, составляющих Мальтийский архипелаг (Республика Мальта). Мальта находится в центре Средиземного моря ровно к югу от Италии и к северу от Ливии. Площадь острова — 246 км².

## Название
Впервые название упоминается в 13 в. до н.э. в финикийской форме Мелита. Возможная этимология - от индоевропейской основы *mala, *melu «гора, холм», 
либо от финикийского malat («гавань», «убежище»).

## География и климат

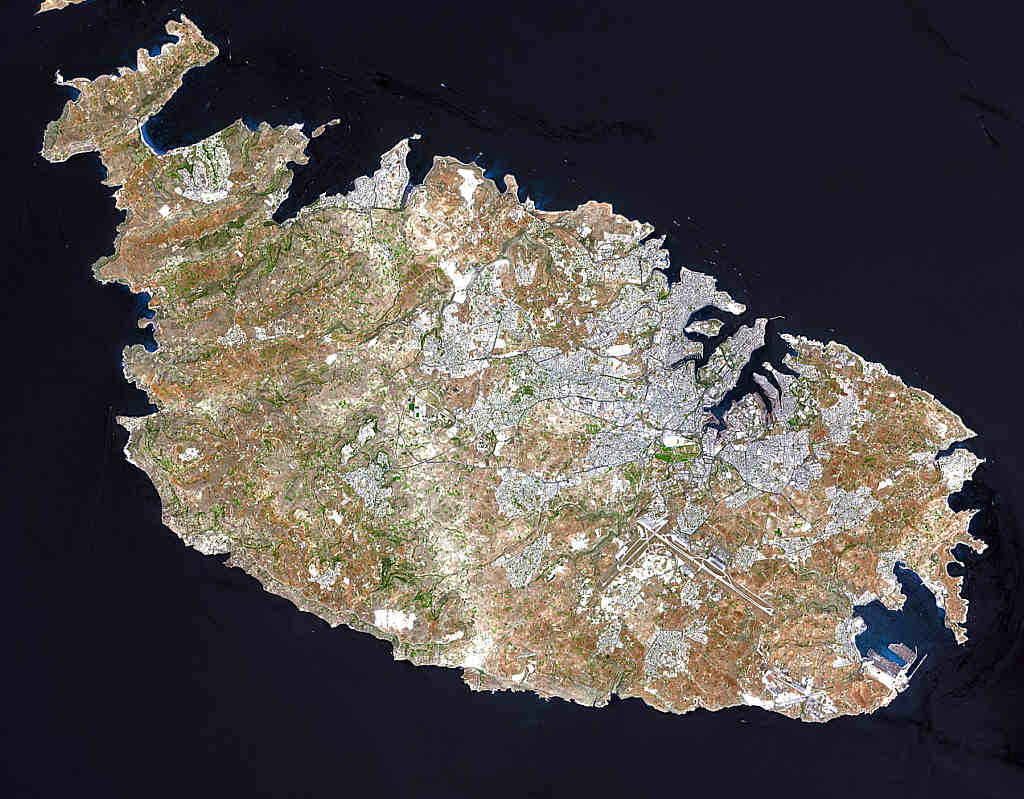
Мальта из космоса

Для ландшафта характерны пологие холмы и террасовые поля. Большая часть поверхности — известняковые плато. На севере берега пологие, южные берега крутые, обрывистые. Климат средиземноморский (жаркое сухое лето и тёплая дождливая зима с ветрами). Средняя температура февраля 12 °C, августа — 25 °C, осадков выпадает около 530 мм в год. На острове ощущается недостаток пресной воды (постоянных рек нет, осадки уходят в карстовые пустоты), воду привозят с Сицилии и опресняют. С моря остров кажется оголённым. Встречаются группы сосен, пиний и жестколистных дубов, но преобладают ксерофитные кустарники; используются живые изгороди из кактусов и опунций.

## История
Первые люди прибыли на Мальту из Сицилии примерно в 5200 г. до н.э. Позднее Мальтой управляли финикийцы, карфагеняне, римляне, византийцы и арабы, затем остров стал частью Сицилийского королевства, и, наконец, был передан Ордену Святого Иоанна вместе с Гозо. и Триполи (Северная Африка) в 1530 году. В 1565 году Орден и мальтийцы выдержали крупное османское вторжение, известное как Великая осада Мальты. Орден правил Мальтой более 250 лет и построил множество великолепных памятников архитектуры, в том числе столицу Валлетту. В 1798 году армия Наполеона заняли Мальту и правили здесь с 1798 по 1800 годы. В 1800 году после антифранцузского восстания населения британцы взяли Мальту под свой контроль. Остров изначально стал британским протекторатом, а спустя несколько лет - колонией. Британское правление продолжалось около 150 лет, и Мальта стала независимой в 1964 году. Десять лет спустя Мальта стала республикой. Мальта присоединилась к Европейскому Союзу в 2004 году, а четыре года спустя вошла в зону евро.